# اندرو داگن
آندراش دوگان (انگلیسی: Andrew Duggan؛ ۲۸ دسامبر ۱۹۲۳ – ۱۵ مهٔ ۱۹۸۸) یک هنرپیشه اهل ایالات متحده آمریکا بود. وی بین سال‌های ۱۹۴۹ تا ۱۹۸۷ میلادی فعالیت می‌کرد.
از فیلم‌ها یا برنامه‌های تلویزیونی که وی در آن نقش داشته است می‌توان به لنسر اشاره کرد.